# Włoszczyzna

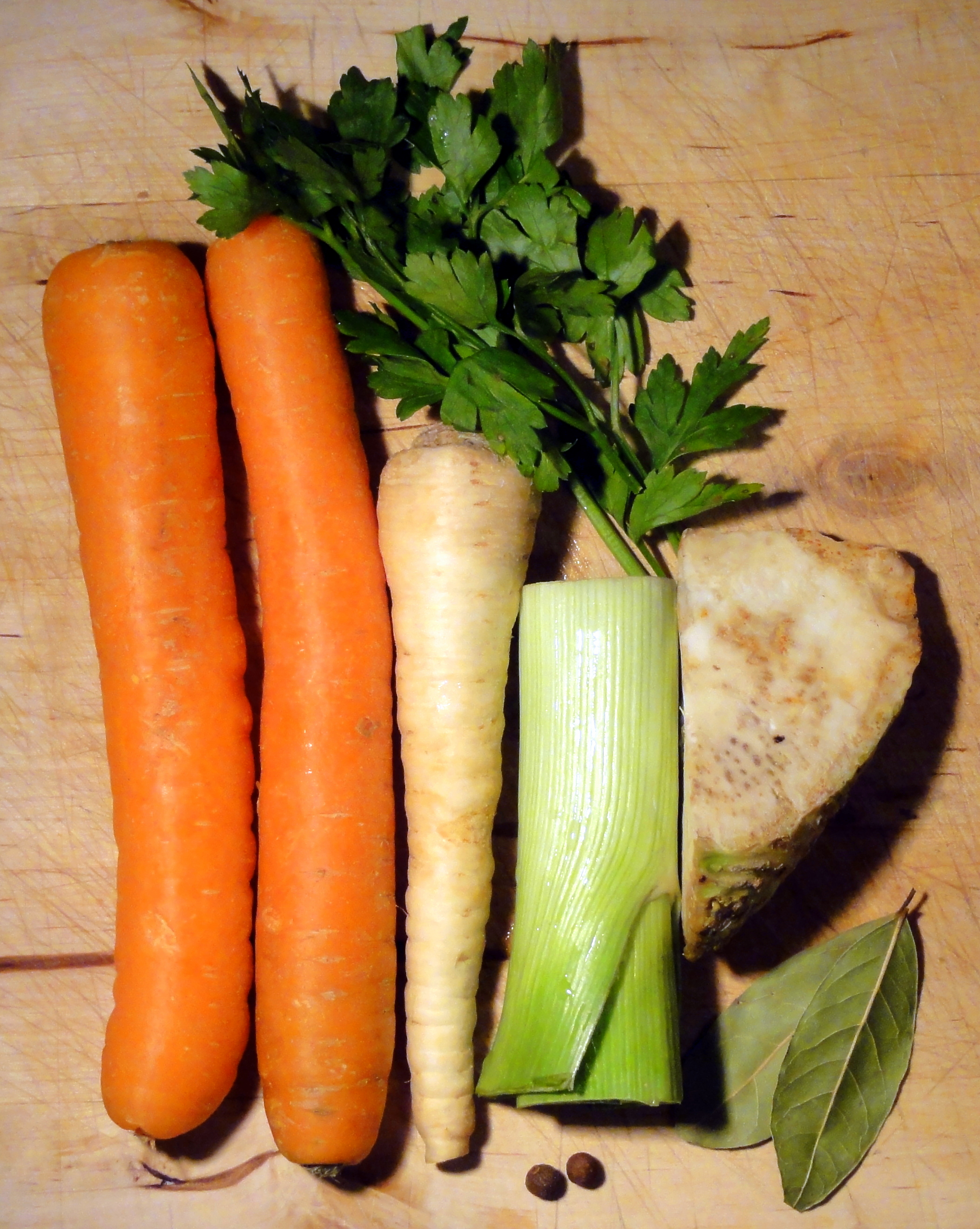
Típica combinación «a la italiana» (włoszczyzna) de la gastronomía polaca.

La włoszczyzna (/vwɔʂˈt͡ʂɨzna/) es una sopa de verduras. El nombre, literalmente, significa «a la italiana» (de «Włochy»: «Italia»). Su origen está en la reina Bona Sforza, que era italiana y se casó con el rey polaco Segismundo I el Viejo en 1518, e introdujo este concepto en la cocina polaca.
Una włoszczyzna consiste en varias verduras de raíz: zanahorias, pastinacas, raíz de perejil, de apio o apionabo. A veces también verdura de hoja, como puerros, hojas de col blanca o rizada y hojas de apio o perejil. Se vende como combinado en paquetes. La combinación empaquetada más típica consta de raíz de apio, raíz de perejil, zanahoria y puerro. Para hacer el guiso, se suele cortar la verdura en trozos del mismo tamaño y se hierven para emplear el resultado como base de sabor para multitud de sopas y guisos, como la típica sopa polaca krupnik.
- Datos: Q130102102